# Гидирим (село)
Гидирим (рум. Ghidirim) — село в Рыбницком районе непризнанной Приднестровской Молдавской Республики. Площадь села около 1,58 км2, 602 двора. В селе работают отделение связи, сберегательная касса, детский сад, школа, Дом культуры, библиотека, ФАП.

Расположено на левом берегу реки Днестр, в 11 км от города Рыбница и 99 км от Кишинёва, высота центра селения над уровнем моря — 55 м.
Впервые в исторических документах Гидирим упоминается в 1750 году, в 1905 году в селе числился 981 житель, действовали православная церковь, приходская школа, паровая мельница, мастерская по производству извести.

## Население
| Год  | Население | Источник |
| ---- | --------- | -------- |
| 2004 | 1191      | [ 6 ]    |
| 2011 | 1211      | [ 4 ]    |
| 2017 | 1208      |          |